# Santi Sergio e Bacco al Foro Romano
Santi Sergio e Bacco al Foro Romano, även benämnd Sancti Sergii et Bacchi sub Capitolio, var en kyrkobyggnad i Rom, helgad åt de heliga Sergius och Bacchus som led martyrdöden omkring år 303. Kyrkan var belägen på Forum Romanum i Rione Campitelli.

## Kyrkans historia
Det har inte slutgiltigt klarlagts när de heliga Sergius och Bacchus kyrka uppfördes på Forum Romanum, men någon gång under tidig medeltid byggdes ett oratorium ovanpå resterna av Concordiatemplet. Bredvid kyrkan fanns en institution, diaconia, som sörjde för de fattiga. Påve Hadrianus I (772–795) lät bygga om den sakrala byggnaden från grunden i närheten av Septimius Severusbågen.
I Codex Einsiedlensis 326, på svenska benämnt Einsiedeln-itinerariet, från 800-talet bär kyrkan namnet Sci Sergii ubi umbilicum romae, vilket innebär att den var belägen alldeles nära Umbilicus Urbis. Kyrkan förekommer i Catalogo di Cencio Camerario, en förteckning över Roms kyrkor sammanställd av Cencio Savelli år 1192 och bär där namnet scs. Sergio et Baccho samt i Il catalogo del Signorili (1425) som ss. Sergii et Bacchi.
Under påve Innocentius III (1198–1216) företogs en ombyggnad av kyrkan och den gavs en portik. Denna händelse hugfästes med en inskription på portiken:
En bulla promulgerad av denne påve år 1199 anger att Santi Sergio e Bacco hade två filialkyrkor: San Salvatore de Statera och San Lorenzo sub Capitolio. Samma år tilldelades kyrkan ena hälften av Septimius Severusbågen; den andra hälften ägdes av adelsfamiljen Cimini, som nyttjade den som befästning och uppförde ett litet försvarstorn på den norra delen. Efter att kyrkan hade förfallit lät påve Sixtus IV (1471–1484) restaurera den.

### Kardinaldiakonkyrka
Kyrkan skall ha fått sin första kardinaldiakon under påve Agatho (678–681), men den uppgiften stöds inte av några skriftliga dokument. Santi Sergio e Bacco upphörde att vara kardinaldiakonkyrka år 1587.
Lista över kardinaldiakoner (ej fullständig)
- Desiderius av Montecassino (1058–1086) (osäker uppgift)
- Aldo da Ferentino (1099 – omkring 1123)
- Gregorio Tarquini (1122–1145)
- Raniero Marescotti (1145)
- Cinzio (1145–1148)
- Greco (1148 eller 1149–1150)
- Giovanni (1150–1154)
- Berardo (1160–1161), pseudokardinal under motpåve Viktor IV
- Vitellio, O.S.B. (1164–1175)
- Guglielmo (1172–1173), pseudokardinal under motpåve Calixtus III
- Paolo (1178 – omkring 1181)
- Paolo Scolari (1179–1182)
- Ottaviano (1182–1189)
- Giovanni (1189–1190)
- Lotario dei Conti di Segni (1190–1198)
- Ottaviano dei Conti di Segni (1206–1232)
- ingen innehavare
- Goffredo Gaetani (1252)
- ingen innehavare
- Gabriele Rangone, O.F.M.Obs. (1477–1486)
- Maffeo Gherardi, O.S.B.Cam. (1489–1492)
- Giuliano Cesarini, iuniore (1493–1503)
- Francisco Desprats (1503–1504)
- Gianstefano Ferrero (1505–1510), pro illa vice kardinalpräst
- Alessandro Cesarini, seniore (1517–1523)
- ingen innehavare
- Odet de Coligny de Châtillon (1533–1549)
- ingen innehavare
- Vitellozzo Vitelli (1557–1559)
- ingen innehavare

### Rivning
Santi Sergio e Bacco, som var en tämligen liten enskeppig kyrka, revs under 1500-talets senare hälft. Kyrkan hade vid den här tiden överlåtits åt slaktarnas skrå, Confraternita dei Macellai, som flyttade till Santa Maria della Quercia efter rivningen. År 1562 överfördes en del av kyrkans reliker, bland annat de från Agapetus, Felicissimus och Vincentius, samt inventarier till Santa Maria della Consolazione och 1566 beskrivs Santi Sergio e Bacco som en ruin. Kyrkan saknas på Étienne Dupéracs Rom-karta från 1577. Vid arkeologiska utgrävningar 1812 under ledning av Carlo Fea påträffades kyrkans grundmurar och delar av absiden, vilka dock förstördes inom kort.

## Bilder

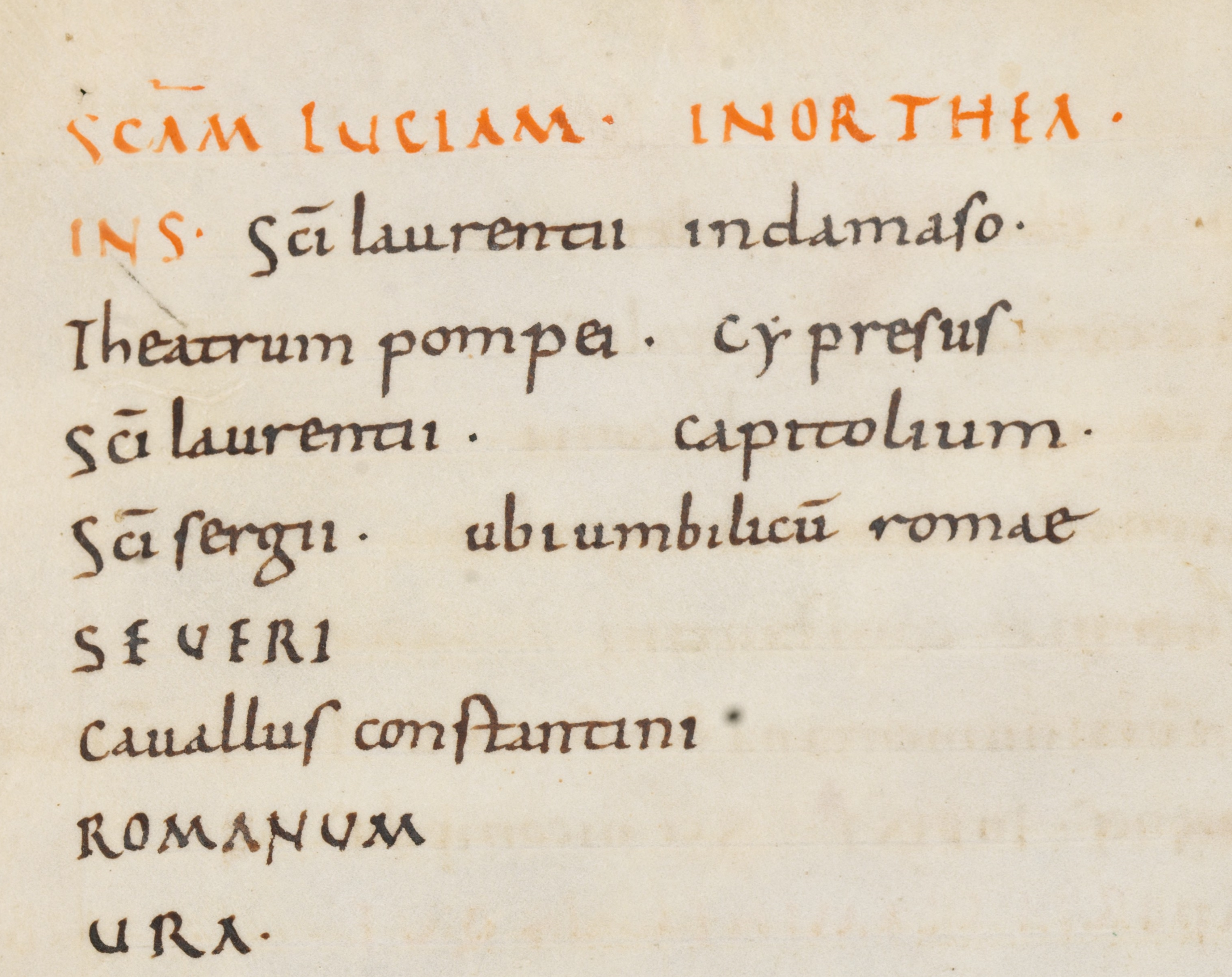
Kyrkan benämnd som Sci Sergii ubi umbilicum romae i Einsiedeln-itinerariet.